# Ṟaniye
Ṟaniye (arabiska: رانية, kurdiska: Ṟanye, ڕانيە) är en distriktshuvudort i Irak.   Den ligger i distriktet Rania District och provinsen Sulaymaniyya, i den norra delen av landet, 300 km norr om huvudstaden Bagdad. Raniye är också känd för starten till den Kurdiska revolten (raparin). Ṟaniye ligger 574 meter över havet och antalet invånare är 55 477.
Terrängen runt Ṟaniye är varierad. Runt Ṟaniye är det ganska tätbefolkat, med 100 invånare per kvadratkilometer. Det finns inga andra samhällen i närheten. Trakten runt Ṟaniye består i huvudsak av gräsmarker.